# Arquetip
|  | Per a altres significats, vegeu «arquetip (psicologia analítica)». |

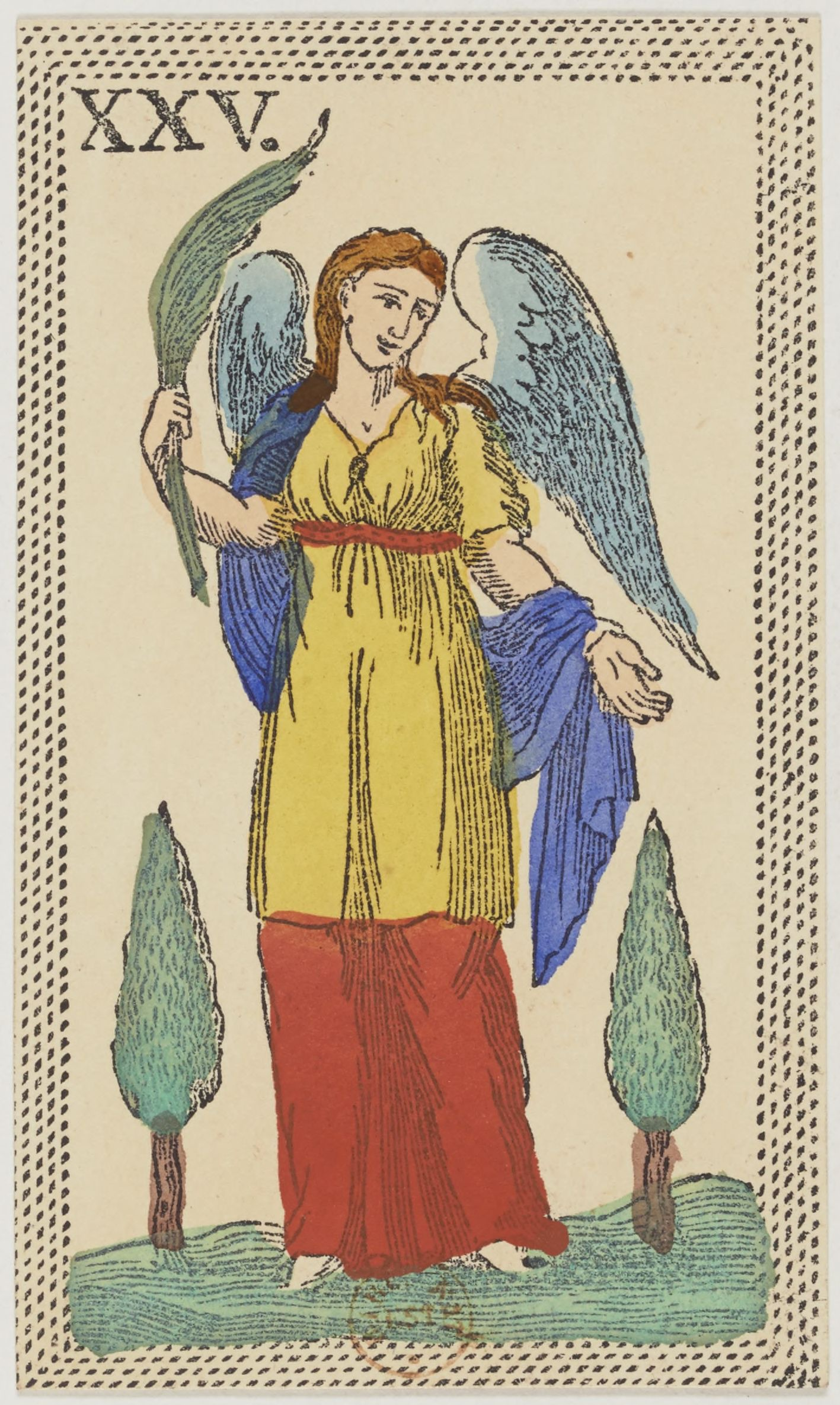
La noia verge és un exemple d'arquetip

Un arquetip o arquetipus és l'encarnació artística d'un conjunt de qualitats personals, de manera que esdevé símbol i model d'aquest. Personatges reals o de ficció posteriors poden respondre als arquetips o ideals fixats per la tradició. Així, per exemple, es pot dir d'una persona que té un comportament "quixotesc" si segueix el patró de conducta del Quixot.
A la literatura és habitual trobar-ho representat en contes, rondalles i mites.
Alguns trets que poden ser prova d'arquetip:
- el mateix personatge és tractat en diferents obres al llarg dels segles,
- el seu nom propi ha esdevingut comú o adjectiu, s'ha incorporat al llenguatge corrent,
- serveix per a il·lustrar un conjunt de qualitats que formen una personalitat concreta recognoscible i aplicable a d'altres,
- no hi ha altres personatges que encarnin aquelles qualitats amb el mateix grau d'exactitud,
- hi ha abstracció dels trets que no corresponen a l'arquetip (per exemple, de Madame Bovary importa la manera de percebre l'amor, no el gust en el vestir).

Alguns exemples serien la femme fatale i la Dona sàvia.